# اسم ذهبي
اسم ذهبي أو اسم حورس الذهبي هو أحد الألقاب الخمس التي كان يتقلدها فرعون مصر ابتداء من الأسرة الثالثة. في الأسرتين الأولى والثانية وقبل عهد الأسرات كان فرعون يلقب باسم حورس مقترنا باسمه الشخصي.
وابتداء من الأسرة الثالثة أصبح لفرعون خمسة ألقاب هي: اسم شخصي، واسم حورس، واسم التتويج، واسم حورس الذهبي، واسم نبتي.

## اصل الاسم
الحورس الذهبي
| G8 |

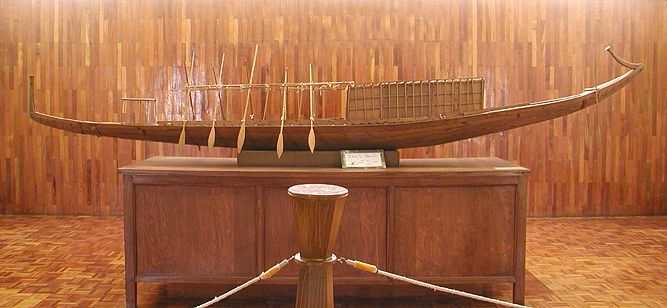
نموذج مركب الشمس ل خوفو ممثلة في شكل مركب الصقر.

ربما يعني الاسم الذهبي للملك اقترانه بالشمس والتي كانت تمثل أحيانا بصقرين في السماء في قارب مقدس.
ولهذا يمثل الاسم الذهبي للملك بحورس واقفا على الرمز الهيروغليفي للذهب «نبو».

ظهر اسم حورس الذهبي كأحد ألقاب فرعون ابتداء من عهد زوسر من الأسرة المصرية الثالثة. كما كان اسم حورس الذهبي يستخدم في تزيين العقود التي تزين الصدر، وبقيت تلك العادة حتى الدولة الوسطى.
مثال لاسم الحورس الذهبي لأمنمحات الثالث:
| wAH | anx |

| G8 |

واح عنخ  
 W3ḥ-ˁnḫ 
 ومعناه: دائم الحياة

## تفسيرات للاسم من عصور تالية
فن العصر الإغريقي الروماني حصلنا على حجر رشيد وعليه انتصار حورس على عدوه ست. ولكن هذا التفسير للإسم لا يتناسب مع ما يتناسب مع ما يرتبط بهذا الاسم من صفات فرعون في العصور القديمة في عهد أسرة مصرية حادية عشر. ومن الأسرة المصرية الثامن عشر نجد تحتمس الثالث يقول: "لقد شكلني رع كصقر من الذهب "بيك إن نبو" ". كما كانت تسميه شريكته في الحكم "حور نت دعم" ومعناها (حورس من ذهب خالص) ". كما كانت حجرة مقبرة فرعون تسمى "الغرفة الذهبية" خلال الدولة الحديثة فكان الذهب يرمز إلى الأبدية. بالقياس بذلك فقد يكون اسم حورس الذهبي معنيا بالرغبة في أن يكون فرعون "حورس الخالد".

## اقرأ أيضا
- ألقاب ملكية مصرية قديمة
- اسم شخصي (فرعون)
- سيرخ

- اسم حورس
- اسم نبتي
- اسم تتويج
- وظائف مصر القديمة